# Genoa Cricket and Football Club 1957-1958
Questa voce raccoglie le informazioni riguardanti il Genoa Cricket and Football Club nelle competizioni ufficiali della stagione 1957-1958.

## Stagione
Nella stagione 1957-1958 il Genoa ha disputato il campionato di Serie A, un torneo a 18 squadre che ha assegnato il titolo di Campione d'Italia alla Juventus con 51 punti, seconda la Fiorentina con 43 punti e terzo il sorprendente Padova di Nereo Rocco con 42 punti. Il Genoa con 30 punti si è piazzato in tredicesima posizione in un gruppetto di cinque squadre, composto da Genoa, Sampdoria, Alessandria, Lazio e Spal, appena sopra la zona retrocessione, in Serie B sono scese Atalanta e Verona. Nella squadra rossoblù meritano una segnalazione il miglior marcatore stagionale che è stato l'uruguagio Giulio Cesare Abbadie autore di 13 reti, ma anche il ventunenne Paolo Barison che si è messo in evidenza realizzando 11 reti.

## Divise
La maglia per le partite casalinghe presentava i colori rossoblu.

## Organigramma societario
Area direttiva
- Presidente: Comitati di Presidenza

Area tecnica
- Allenatore: Renzo Magli,[1] Annibale Frossi

## Rosa
| N. |                    | Ruolo | Calciatore           |
| -- | ------------------ | ----- | -------------------- |
|    | Italia (bandiera)  | P     | Alfredo Franci       |
|    | Italia (bandiera)  | P     | Renato Gandolfi      |
|    | Italia (bandiera)  | P     | Benito Restivo       |
|    | Italia (bandiera)  | D     | Fosco Becattini      |
|    | Italia (bandiera)  | D     | Sante Begalli        |
|    | Italia (bandiera)  | D     | Maurizio Bruno       |
|    | Italia (bandiera)  | D     | Aldo Monardi         |
|    | Italia (bandiera)  | D     | Franco Rivara        |
|    | Italia (bandiera)  | C     | Rino Carlini         |
|    | Italia (bandiera)  | C     | Benedetto De Angelis |
|    | Italia (bandiera)  | C     | Luciano Delfino      |
|    | Italia (bandiera)  | C     | Bruno Franzini       |
|    | Italia (bandiera)  | C     | Leonello Leoni       |
|    | Uruguay (bandiera) | C     | Roberto Leopardi     |

| N. |                    | Ruolo | Calciatore           |
| -- | ------------------ | ----- | -------------------- |
|    | Italia (bandiera)  | C     | Franco Nicolini      |
|    | Italia (bandiera)  | C     | Eduardo Ricagni      |
|    | Italia (bandiera)  | C     | Luigi Robotti        |
|    | Italia (bandiera)  | C     | Corrado Viciani      |
|    | Uruguay (bandiera) | A     | Julio Abbadie        |
|    | Italia (bandiera)  | A     | Paolo Barison        |
|    | Italia (bandiera)  | A     | Riccardo Carapellese |
|    | Italia (bandiera)  | A     | Antonio Corso        |
|    | Italia (bandiera)  | A     | Giorgio Dal Monte    |
|    | Italia (bandiera)  | A     | Ivan Firotto         |
|    | Italia (bandiera)  | A     | Amleto Frignani      |
|    | Italia (bandiera)  | A     | Vieri Magli          |
|    | Italia (bandiera)  | A     | Mauro Ulivi          |
|    | Italia (bandiera)  | A     | Pasquale Vivolo      |

## Risultati

### Serie A

#### Girone di andata
| Arbitro: | Lo Bello (Siracusa) |

|                                                             |           |  |
| Vinicio 10’ Brugola 18’ Di Giacomo 72’ Franchini 77’ (rig.) | Marcatori |  |

| Arbitro: | Boati (Milano) |

|             |           |                                     |
| Firotto 60’ | Marcatori | 24’ Rosa 34’ (rig.) 45’, 59’ Hamrin |

| Arbitro: | Menchini (Udine) |

|                                      |           |                         |
| Boniperti 32’ Sivori 73’ Charles 86’ | Marcatori | 14’ Corso 45’ Becattini |

| Genova 29 settembre 1957 4ª giornata | Genoa   | 0 – 0 | Bologna | Stadio Luigi Ferraris\| Arbitro: \| Steiner \| |
| Arbitro:                             | Steiner |       |         |                                                |

| Arbitro: | Righi (Milano) |

|                           |           |             |
| Lojodice 14’ Da Costa 87’ | Marcatori | 83’ Delfino |

| Arbitro: | Lo Bello (Siracusa) |

|             |           |                                       |
| Abbadie 34’ | Marcatori | 29’ Montuori 67’ Lojacono 78’ Julinho |

| Arbitro: | Righi (Milano) |

|                                 |           |             |
| Firotto 40’ Corso 46’ Leoni 75’ | Marcatori | 23’ Firmani |

| Arbitro: | Jonni (Macerata) |

|           |           |             |
| Macor 49’ | Marcatori | 77’ Barison |

| Arbitro: | Menchini (Udine) |

|  |           |                     |
|  | Marcatori | 26’, 88’ Vonlanthen |

| Arbitro: | Campanati (Milano) |

|                             |           |                             |
| Marchi 34’, 52’ Giaroli 57’ | Marcatori | 46’ Corso 60’, 65’ Frignani |

| Arbitro: | Rigato (Mestre) |

|              |           |                         |
| Frignani 63’ | Marcatori | 28’ Conti II 77’ Perani |

| Arbitro: | Perego (Milano) |

|                          |           |                           |
| Lindskog 12’ Bettini 38’ | Marcatori | 22’ Dal Monte 44’ Barison |

| Arbitro: | Annoscia (Bari) |

|                                            |           |                 |
| Dal Monte 6’, 90’ Frignani 30’ Barison 41’ | Marcatori | 22’ Del Vecchio |

| Arbitro: | Menchini (Udine) |

|              |           |  |
| Skoglund 46’ | Marcatori |  |

| Arbitro: | Boati (Milano) |

|             |           |          |
| Abbadie 72’ | Marcatori | 25’ Arce |

| Roma 5 gennaio 1958 16ª giornata | Lazio          | 0 – 0 | Genoa | Stadio Olimpico\| Arbitro: \| Righi (Milano) \| |
| Arbitro:                         | Righi (Milano) |       |       |                                                 |

| Arbitro: | Jonni (Macerata) |

|              |           |            |
| Frignani 33’ | Marcatori | 47’ Grillo |

#### Girone di ritorno
| Arbitro: | Pieri (Trieste) |

|                         |           |            |
| Abbadie 9’ Frignani 71’ | Marcatori | 6’ Pesaola |

| Arbitro: | Boati (Milano) |

|                                                      |           |                                      |
| Hamrin 7’, 24’, 38’, 41’ Delfino 15’ (aut.) Rosa 67’ | Marcatori | 68’ (rig.) 86’ Dal Monte 79’ Abbadie |

| Arbitro: | Jonni (Macerata) |

|           |           |                                  |
| Leoni 85’ | Marcatori | 12’ Emoli 37’ Colombo 49’ Sivori |

| Arbitro: | De Marchi (Pordenone) |

|                               |           |                                             |
| Pascutti 22’ Maschio 45’, 67’ | Marcatori | 32’ Corso 52’ Leopardi 77’ (rig.) Dal Monte |

| Arbitro: | Righi (Milano) |

|                                   |           |                       |
| Abbadie 36’, 80’ Barison 46’, 69’ | Marcatori | 87’ Magli 90’ Nordahl |

| Arbitro: | Rigato (Mestre) |

|                                 |           |  |
| Delfino 75’ (aut.) Montuori 89’ | Marcatori |  |

| Genova 9 marzo 1958 24ª giornata | Sampdoria       | 0 – 0 | Genoa | Stadio Luigi Ferraris\| Arbitro: \| Pieri (Trieste) \| |
| Arbitro:                         | Pieri (Trieste) |       |       |                                                        |

| Genova 16 marzo 1958 25ª giornata | Genoa           | 0 – 0 | SPAL | Stadio Luigi Ferraris\| Arbitro: \| Marangio (Roma) \| |
| Arbitro:                          | Marangio (Roma) |       |      |                                                        |

| Arbitro: | Jonni (Macerata) |

|                                      |           |             |
| Nardi 30’ Snidero 73’ Vonlanthen 85’ | Marcatori | 61’ Barison |

| Arbitro: | Annoscia (Bari) |

|             |           |  |
| Barison 65’ | Marcatori |  |

| Arbitro: | Orlandini (Roma) |

|            |           |           |
| Perani 56’ | Marcatori | 74’ Bruno |

| Arbitro: | Marchetti (Milano) |

|             |           |  |
| Abbadie 90’ | Marcatori |  |

| Arbitro: | Kainer |

|             |           |                                |
| Tesconi 29’ | Marcatori | 41’ Dal Monte 51’, 71’ Abbadie |

| Genova 4 maggio 1958 31ª giornata | Genoa            | 0 – 0 | Inter | Stadio Luigi Ferraris\| Arbitro: \| Bonetto (Torino) \| |
| Arbitro:                          | Bonetto (Torino) |       |       |                                                         |

| Arbitro: | Righi (Milano) |

|                                 |           |                      |
| Arce 49’, 70’ Santelli 57’, 88’ | Marcatori | 2’ Leoni 43’ Abbadie |

| Arbitro: | Pieri (Trieste) |

|                                                               |           |                |
| Pinardi 25’ (aut.) Dal Monte 48’, 79’ Abbadie 52’ Barison 76’ | Marcatori | 33’, 60’ Tozzi |

| Arbitro: | Angelini (Firenze) |

|                    |           |                                        |
| Fontana 51’ (rig.) | Marcatori | 17’, 22’ Abbadie 36’, 78’, 81’ Barison |

### Coppa Italia

#### Fase a gironi
| 1ª giornata | Alessandria | 1 – 1 | Genoa |  |

| 2ª giornata | Vigevano | 2 – 3 | Genoa |  |

| 3ª giornata | Genoa | 1 – 3 | Sampdoria |  |

| 4ª giornata | Genoa | 4 – 0 | Alessandria |  |

| 5ª giornata | Genoa | 5 – 2 | Vigevano |  |

| 6ª giornata | Sampdoria | 0 – 2 | Genoa |  |

## Statistiche

### Statistiche di squadra
| Competizione | Punti | In casa | In casa | In casa | In casa | In casa | In casa | In trasferta | In trasferta | In trasferta | In trasferta | In trasferta | In trasferta | Totale | Totale | Totale | Totale | Totale | Totale | DR |
| Competizione | Punti | G       | V       | N       | P       | Gf      | Gs      | G            | V            | N            | P            | Gf           | Gs           | G      | V      | N      | P      | Gf     | Gs     | DR |
| ------------ | ----- | ------- | ------- | ------- | ------- | ------- | ------- | ------------ | ------------ | ------------ | ------------ | ------------ | ------------ | ------ | ------ | ------ | ------ | ------ | ------ | -- |
| Serie A      | 30    | 17      | 7       | 5       | 5       | 26      | 23      | 17           | 2            | 7            | 8            | 27           | 37           | 34     | 9      | 12     | 13     | 53     | 60     | -7 |
| Coppa Italia | 9     | 3       | 2       | 0       | 1       | 10      | 5       | 3            | 2            | 1            | 0            | 6            | 3            | 6      | 4      | 1      | 1      | 16     | 8      | +8 |
| Totale       |       | 20      | 9       | 5       | 6       | 36      | 28      | 20           | 4            | 8            | 8            | 33           | 40           | 40     | 13     | 13     | 14     | 69     | 68     | +1 |

### Statistiche dei giocatori
| Giocatore     | Serie A  | Serie A | Coppa Italia | Coppa Italia | Totale   | Totale |
| Giocatore     | Presenze | Reti    | Presenze     | Reti         | Presenze | Reti   |
| ------------- | -------- | ------- | ------------ | ------------ | -------- | ------ |
| J. Abbadie    | 33       | 13      | ?            | ?            | 33+      | 13+    |
| P. Barison    | 21       | 11      | ?            | ?            | 21+      | 11+    |
| F. Becattini  | 31       | 1       | ?            | ?            | 31+      | 1+     |
| S. Begalli    | 2        | 0       | ?            | ?            | 2+       | 0+     |
| M. Bruno      | 14       | 1       | ?            | ?            | 14+      | 1+     |
| R. Carlini    | 31       | 0       | ?            | ?            | 31+      | 0+     |
| A. Corso      | 16       | 4       | ?            | ?            | 16+      | 4+     |
| G. Dal Monte  | 24       | 9       | ?            | ?            | 24+      | 9+     |
| B. De Angelis | 21       | 0       | ?            | ?            | 21+      | 0+     |
| L. Delfino    | 22       | 1       | ?            | ?            | 22+      | 1+     |
| I. Firotto    | 5        | 2       | ?            | ?            | 5+       | 2+     |
| A. Franci     | 18       | -37     | ?            | ?            | 18+      | -37+   |
| A. Frignani   | 34       | 6       | ?            | ?            | 34+      | 6+     |
| R. Gandolfi   | 16       | -23     | ?            | ?            | 16+      | -23+   |
| L. Leoni      | 14       | 3       | ?            | ?            | 14+      | 3+     |
| R. Leopardi   | 22       | 1       | ?            | ?            | 22+      | 1+     |
| A. Monardi    | 13       | 0       | ?            | ?            | 13+      | 0+     |
| L. Robotti    | 15       | 0       | ?            | ?            | 15+      | 0+     |
| M. Ulivi      | 1        | 0       | ?            | ?            | 1+       | 0+     |
| C. Viciani    | 21       | 0       | ?            | ?            | 21+      | 0+     |